# Шпикуловский сельсовет
Шпикуловский сельсовет — муниципальное образование со статусом сельского поселения в составе Жердевского района Тамбовской области Российской Федерации
Административный центр — село Шпикулово.

## История
В соответствии с Законом Тамбовской области от 17 сентября 2004 года № 232-З установлены границы муниципального образования и статус сельсовета как сельского поселения.
В соответствии с Законом Тамбовской области от 30 мая 2014 года № 404-З в состав сельсовета включён упразднённый Григорьевский сельсовет.

## Население
| 2010  | 2012  | 2013  | 2014  | 2015  | 2016  | 2017  |
| ----- | ----- | ----- | ----- | ----- | ----- | ----- |
| 1412  | ↘1365 | ↘1352 | ↘1311 | ↗1832 | ↘1805 | ↘1756 |
| 2018  | 2019  | 2020  | 2021  |       |       |       |
| ↘1712 | ↘1649 | ↘1618 | ↘1595 |       |       |       |

## Состав сельского поселения
| №  | Населённый пункт  | Тип населённого пункта       | Население |
| -- | ----------------- | ---------------------------- | --------- |
| 1  | Александровка 2-я | деревня                      | ↘163      |
| 2  | Булгаково         | деревня                      | 61        |
| 3  | Григорьевка       | село                         | ↘111      |
| 4  | Доброе Начало     | посёлок                      | 5         |
| 5  | Колобовка         | деревня                      | 29        |
| 6  | Красный Курган    | посёлок                      | 6         |
| 7  | Кривенково        | посёлок                      | 55        |
| 8  | Кузнецовка        | деревня                      | ↘113      |
| 9  | Лихаревка 1-я     | деревня                      | ↘88       |
| 10 | Михайловка        | посёлок                      | ↘186      |
| 11 | Мой Приют         | деревня                      | 48        |
| 12 | Никольевка        | деревня                      | 2         |
| 13 | Петровка          | деревня                      | ↗272      |
| 14 | Природа           | посёлок                      | 36        |
| 15 | Родионовка        | деревня                      | 35        |
| 16 | Сергиевка 2-я     | деревня                      | 5         |
| 17 | Скорятино         | деревня                      | ↘122      |
| 18 | Сушково           | деревня                      | 39        |
| 19 | Чихачёвка         | деревня                      | ↘93       |
| 20 | Шпикулово         | село, административный центр | ↘561      |